# Callochiton mumuena
Callochiton mumuena är en blötdjursart som beskrevs av Samuel Heinrich Schwabe och Slieker 200. Callochiton mumuena ingår i släktet Callochiton och familjen Ischnochitonidae. Inga underarter finns listade i Catalogue of Life.